# Quella che non vorrei
Quella che non vorrei è il secondo album in studio della cantante italiana Simonetta Spiri, pubblicato il 2 aprile 2013 per la Edel Music.

## Il disco
A differenza del precedente album che era pop melodico, questo secondo lavoro è composto da 12 brani pop arrangiati r&b in cui Simonetta Spiri per la prima volta si cimenta anche come autrice nei pezzi La forza del perdono che parla del suo migliore amico vittima dalla dipendenza della droga e in 2012 che parla di come le profezie influenzino le persone.
Il singolo che anticipa l'album è stato Altrove, che ha visto la partecipazione del duo Madback (i quali hanno collaborato anche al singolo Dopo mi uccidi).
Nel disco sono presenti anche altre collaborazioni con Tony Maiello, Luca Sala (suo autore) e Nicolas Bonazzi in Lontano da qui connotato da una musica raggae che racconta dell'attuale vita 
precaria dei giovani in Italia e la voglia di lasciare il paese..
Il disco è stato presentato per i firmacopie nelle librerie Feltrinelli di Cagliari, Catania e Palermo rispettivamente nei giorni 6, 17 e 19 aprile 2013.

## Tracce
1. Altrove (feat. Madback) - 3:17
2. La forza del perdono - 3:00
3. 2012 - 2:59
4. Dopo mi uccidi (feat. Madback) - 3:44
5. Quella che non vorrei - 3:11
6. Lontano da qui - 3:38
7. È ora (feat. Luca Sala) - 3:14
8. L'impossibile - 3:30
9. Il resto è niente (feat.Tony Maiello) - 3:15
10. Aura - 3:30
11. Se - 3:12
12. Lontano da qui (Acustic Version) (feat. Nicolas Bonazzi) - 3:38